# Park Ye-eun
Park Ye-eun (박예은?, 朴譽恩?, Bak Ye-eunLR, Pak YeŭnMR; Gyeonggi, 26 maggio 1989) è una cantante, modella e pianista sudcoreana; è stata un membro del gruppo musicale Wonder Girls.

## Biografia
Park Ye-eun è nata il 26 maggio 1989 nella provincia di Gyeonggi, in Corea del Sud.

### 2007–presente: Wonder Girls
Nel 2007 Park Ye-eun fece il proprio debutto come membro delle Wonder Girls, gruppo musicale sotto contratto con la JYP Entertainment. Esordì come frontwoman del gruppo con il singolo "Irony". Compose inoltre i brani "Saying I Love You" e "For Wonderful", che esibì live in uno dei concerti del gruppo negli Stati Uniti.
Nel 2012 compose una canzone per la serie televisiva sudcoreana Dream High 2, pubblicata il 14 febbraio. In seguito all'uscita del brano, compì inoltre un'apparizione speciale nella serie per promuovere il singolo.
Il 24 giugno 2015 la JYP Entertainment annunciò il ritorno come quartetto delle Wonder Girls, previsto per il mese di agosto, dopo una pausa di tre anni. Il gruppo vide inoltre gli abbandoni dei membri originali Sunye, che abbandonò la carriera musicale dopo la sua maternità, e Sohee, che lasciò il gruppo per focalizzarsi sulla propria carriera da attrice. L'agenzia rivelò inoltre che il gruppo non sarebbe tornato come girl band, ma piuttosto come gruppo musicale vero e proprio, dichiarando inoltre che Park Ye-eun avrebbe assunto il ruolo di pianista.

### 2014: debutto come solista
Il 23 luglio 2014 la JYP Entertainment annunciò che Park Ye-eun avrebbe debuttato come solista con lo pseudonimo Ha:tfelt (derivante dalle parole inglesi Heartfelt/Hotfelt). L'etichetta diffuse quindi un video teaser per promuovere il suo mini album di debutto, intitolato Me? e uscito il 31 luglio 2014. Diversi giorni più tardi fu diffuso un secondo video teaser, per la title track "Ain't Nobody", assieme a diverse immagini di promozione sul suo sito ufficiale. Al contempo, Ha:tfelt diede un'anteprima del suo materiale in uscita, pubblicando altri teaser ed un'esibizione speciale il 30 luglio. L'album fu composto, scritto ed organizzato in gran parte dalla stessa artista. Alcune canzoni del disco videro anche la collaborazione di altri artisti, come la sua collega nelle Wonder Girls Hyelim ed il rapper Beenzino.

## Discografia
Per le opere con le Wonder Girls, si veda Discografia delle Wonder Girls.

### EP
- 2014 - Me? (JYP Entertainment)
- 2018 - Deine

### Singoli
- 2014 - Ain't Nobody (JYP Entertainment)
- 2018 - Meine
- 2018 - Pluhmn

### Collaborazioni
- 2007 - Jeong (정) (con Kwon Tae Eun e Jay Park)
- 2007 - Between (사이) (con gli 8eight, Sunye e Pdogg)
- 2008 - Cry With Us (con artisti vari)
- 2008 - Baby I Love You (con H-Eugene)
- 2010 - Let's Play (놀자) (con San E)
- 2010 - This Christmas (con la JYP Nation)
- 2013 - I Can Give (con Leo Kekoa)
- 2013 - Think About You (con Rhythmking, Bumkey e Shorry J)
- 2014 - If That Was For You (con Sunmi)
- 2014 - No Makeup (con Gaeko e Zion. T)
- 2015 - There Must Be (con Joo Hyo)